# Катастрофа A300 над Персидским заливом
Катастро́фа A300 над Перси́дским зали́вом — крупная авиационная катастрофа, произошедшая в воскресенье 3 июля 1988 года. Авиалайнер Airbus A300B2-203 авиакомпании Iran Air совершал коммерческий пассажирский рейс IR655 по маршруту Тегеран—Бендер-Аббас—Дубай, но через 7 минут после вылета из Бендер-Аббаса, во время полёта над Персидским заливом, был сбит ракетой «земля-воздух», выпущенной с ракетного крейсера ВМС США «USS Vincennes». Погибли все находившиеся на борту самолёта 290 человек — 274 пассажира и 16 членов экипажа.
Катастрофа рейса 655 стала крупнейшей авиакатастрофой в истории Ирана и гражданской авиации Ирана, а также крупнейшей катастрофой в истории самолётов «Airbus».
Во время пуска ракеты крейсер «USS Vincennes» находился в территориальных водах Ирана. Американское правительство заявило, что авиалайнер Iran Air по ошибке был идентифицирован как истребитель F-14 ВВС Ирана. Иранское правительство, однако, утверждает, что «USS Vincennes» сознательно атаковал гражданский самолёт.

## Самолёт
Airbus A300B2-203 (регистрационный номер EP-IBU, серийный 186) был выпущен в 1982 году (первый полёт совершил 16 марта под тестовым б/н F-WZMC). 30 апреля того же года был передан авиакомпании Iran Air. Оснащён двумя турбовентиляторными двигателями General Electric CF6-50C2. На день катастрофы 6-летний авиалайнер налетал 11 497 часов.

## Экипаж и пассажиры
Состав экипажа рейса IR655 был таким:
- Командир воздушного судна (КВС) — 38-летний Мохсен Резаян (англ. Mohsen Rezaian). Опытный пилот, управлял самолётами Boeing 727 (вторым пилотом), Boeing 747 (вторым пилотом) и Boeing 737 (вторым пилотом, затем КВС). В должности командира Airbus A300 — с 21 июля 1985 года. Налетал свыше 7000 часов, 2057 из них на Airbus A300.
- Второй пилот — 31-летний Камран Теймури (англ. Kamran Teymouri). Опытный пилот, управлял самолётом Boeing 737. В должности второго пилота Airbus A300 — с июля 1987 года. Налетал свыше 2200 часов, 708 из них на Airbus A300.
- Бортинженер — 33-летний Мохаммад Реза Амини (англ. Mohammad Reza Amini). Управлял самолётом Boeing 737. В должности бортинженера Airbus A300 — с 14 июня 1987 года. Налетал свыше 2800 часов, 736 из них на Airbus A300.

В салоне самолета работали 13 бортпроводников.
| Гражданство | Пассажиры | Экипаж | Всего |
| ----------- | --------- | ------ | ----- |
| Иран        | 238       | 16     | 254   |
| ОАЭ         | 13        | 0      | 13    |
| Индия       | 10        | 0      | 10    |
| Пакистан    | 6         | 0      | 6     |
| Югославия   | 6         | 0      | 6     |
| Италия      | 1         | 0      | 1     |
| Всего       | 274       | 16     | 290   |

## Хронология событий
Рейс IR655 вылетел из Бендер-Аббаса в 10:17 IRST, на 27 минут позже времени, назначенного по расписанию (09:50 IRST); первая часть маршрута (Тегеран—Бендер-Аббас) прошла без отклонений. Полёт проходил в рамках международного воздушного коридора 35-километровой ширины Amber 59, проложенного напрямую между аэропортами Бендер-Аббаса и Дубая, по очень простой полётной схеме — сначала набор высоты до 4300 метров, потом следование по прямой в Дубай, после чего снижение и посадка.
В это же время в Ормузском проливе находился оборудованный информационно-управляющей системой «Иджис» ракетный крейсер ВМС США «USS Vincennes». Командовал крейсером капитан Уильям К. Роджерс III (англ. William C. Rogers III).
Крейсер действовал под предлогом защиты кувейтских танкеров от нападений со стороны воюющих между собой Ирана и Ирака. Он был направлен в Ормузский пролив после того, как 14 апреля на неопознанной морской мине подорвался фрегат ВМС США «USS Samuel B. Roberts (FFG-58)». Дополнительным поводом послужили сведения о том, что Иран закупил в Китае противокорабельные ракеты «HY-1 «Silkworm» (лицензионная копия советской ракеты «П-15М „Термит“»), поэтому силы ВМС США, действовавшие в этом районе в рамках операции «Искренняя воля» (англ. Earnest Will) для защиты танкеров, нуждались в корабле, оборудованном системой «Иджис».
Утром 3 июля «USS Vincennes» вошёл в территориальные воды Ирана, преследуя иранские моторные лодки, с которых был обстрелян вертолёт, до этого взлетевший с крейсера. Лодки в это время находились в территориальных водах Ирана.
Вопреки расчётам членов экипажа крейсера, иранский авиалайнер продолжал лететь над Персидским заливом. После отсутствия ответов на несколько радиовызовов «USS Vincennes» в 10:24 IRST выпустил одну зенитную ракету «земля-воздух» «SM-2MR» по находившейся в этот момент на расстоянии около 20 километров неопознанной воздушной цели. Ракета попала в район центрального топливного бака лайнера, из-за чего в результате взрыва он разрушился на две части и рухнул в Персидский залив, все 290 человек на его борту погибли. Только после попадания ракеты неизвестный самолёт был опознан командой крейсера как рейс IR655.

## Мнение правительства США
Первоначально Пентагон сообщил, что «USS Vincennes» сбил иранский истребитель F-14, однако отозвал это заявление и подтвердил, что был сбит гражданский авиалайнер. По официальным заявлениям правительства США, авиалайнер был ошибочно опознан крейсером «USS Vincennes» как атакующий иранский военный самолёт, так как рейс 655 совершал полёт по профилю, напоминающему профиль выхода в атаку F-14A «Tomcat», состоявшего на вооружении ВВС Ирана; однако анализ данных системы «Иджис» показал, что на самом деле самолёт набирал высоту (а не снижался для атаки). Самолёт вылетел из аэропорта Бендер-Аббас, который служил не только коммерческим аэропортом, но и аэродромом базирования иранских F-14. По тем же сообщениям «USS Vincennes» пытался связаться с рейсом 655 по радио на военной аварийной и гражданской аварийной частотах, но не получил от него ни одного ответа. Airbus A300 не был оборудован для приёма военных частот, и сообщения на гражданской частоте не позволяли однозначно идентифицировать самолёт, так как указывалась скорость относительно земли, которая отличалась от приборной скорости самолёта. Пилоты могли отнести сообщения к иранскому самолёту P-3 «Orion», который незадолго до этого находился в этом же районе.
Эти выводы были изложены в отчёте адмирала Уильяма Фогарти (англ. Willian Fogarty), который возглавлял официальное расследование причин инцидента. Отчёт был рассекречен и опубликован только частично — первая часть в 1988 году, а вторая часть в 1993 году. В отчёте указано, что «данные плёнок с USS „Vincennes“, сведения с USS „Sides“ и достоверная разведывательная информация подтверждают тот факт, что рейс 655 следовал полётному плану для коммерческих авиалиний, находился в пределах назначенного гражданского коридора, передавал код 6760 в гражданском режиме Mode III, и непрерывно набирал высоту с момента взлёта из аэропорта Бандар-Аббас до поражения ракетой».
На письменный запрос компании «BBC» в 2000 году американские официальные лица сообщили, что находившаяся на мостике «USS Vincennes» команда могла поддаться психологическому эффекту, известному как «следование сценарию». В условиях стресса военнослужащие автоматически выполняют действия, отработанные на учебных тренировках, и игнорируют любую сенсорную информацию, которая противоречит заученному сценарию. В данном случае таким сценарием стала атака одиночного самолёта.
В целом американское правительство рассматривает случившееся как военный инцидент и считает, что команда крейсера действовала в соответствии с текущими обстоятельствами. Позже командир крейсера был награждён орденом «Легион почёта» за успешную службу в период с 1987 по 1989 годы.
Обстоятельства инцидента, изложенные в официальном отчёте, встретили большую волну критики в американской прессе. Через 3 года вопреки первоначальным заявлениям ВМФ США подтвердило, что лайнер в момент катастрофы находился в территориальных водах Ирана.

## Иранская версия
Иранское правительство считает атаку гражданского самолёта преднамеренным незаконным актом. По мнению официальных представителей Ирана, даже в случае ошибки опознавания, которую Иран ставит под сомнение, обстрел гражданского самолёта в нейтральных водах является следствием преступной халатности, а не несчастным случаем, и должен рассматриваться как международное преступление.
Фактически Иран считает, что Ирак и Иран находились в тот момент в состоянии необъявленной войны, причём США выступали на стороне Ирака, оказывая ему военную и политическую поддержку. Иран рассматривает атаку на гражданский авиалайнер как преднамеренный акт агрессии, направленный на то, чтобы оказать на иранское правительство давление с целью заключения перемирия в ирано-иракской войне.

## Радиопереговоры
Во время своего последнего полёта рейс IR655 находился в непрерывном радиоконтакте с различными УВД, используя для этого стандартные радиочастоты, принятые в гражданской авиации. За несколько секунд до запуска ракет с крейсера «USS Vincennes» пилоты авиалайнера вели переговоры на английском языке с диспетчерской службой аэропорта Бендер-Аббаса. В соответствии с данными официального расследования, на борту крейсера «USS Vincennes» не имелось радиооборудования, способного прослушивать эфир и вести переговоры на частотах гражданской авиации, за исключением международной аварийной частоты. Впоследствии американские военные корабли, действующие в этом районе, были снабжены соответствующим оборудованием, позволяющим использовать гражданские частоты и получать доступ к информации о полётных планах коммерческих рейсов.
В отчёте ICAO указывается, что было совершено 7 попыток связаться с рейсом 655 на военной частоте и 3 попытки связаться на коммерческих аварийных частотах, причём запросы адресовались «неопознанному иранскому самолёту», скорость которого указывалась равной 648 км/ч. Тем временем пилоты авиалайнера могли не считать свой самолёт «неопознанным», поскольку бортовой радиолокационный ответчик был включен и функционировал исправно на протяжении всего полёта, а команда крейсера «USS Vincennes» при связи не использовала уникальный код иранского самолёта, полученный от его ответчика. Кроме того, пилоты наблюдали приборную скорость 555 км/ч (а цифре 648 км/ч соответствовала его путевая скорость, то есть скорость относительно радара корабля).

## Обстоятельства, повлиявшие на исход событий
Официальные источники, а также независимые эксперты приводят достаточно широкий набор факторов, которые могли повлиять на принятие решения, которое привело к катастрофе рейса IR655:
- Команда крейсера имела недостаточный уровень взаимодействия с гражданскими авиадиспетчерами, что было вызвано как натянутыми отношениями между американской и иранской сторонами, так и недостаточным уровнем тренировки персонала. Кроме того, Командный центр крейсера был затемнён, в связи с боем между крейсером и иранскими вооружёнными катерами, который произошёл ранее утром. Это могло помешать офицеру, ответственному за опознание цели, найти информацию о рейсе по соответствующему справочнику.
- Незадолго до инцидента в районе находился иранский противолодочный и разведывательный самолёт P-3 «Орион», к которому пилоты рейса 655 ошибочно относили запросы, получаемые ими по радио.
- Рейс 655 отклонился приблизительно на 5 километров от центра воздушного коридора незадолго до того, как он был сбит. Утверждается, что такое отклонение нетипично для коммерческих лайнеров, и что отклонение было в сторону крейсера, поэтому могло быть расценено как выход в атаку.
- Инцидент произошёл примерно через год после того, как в Персидском заливе иракским самолётом «Мираж» был обстрелян и повреждён американский фрегат «USS Stark (FFG-31)». В результате попадания противокорабельной ракеты «Exocet» на корабле погибли 37 членов экипажа, а корабль получил серьёзные повреждения. После этого инцидента на американском военном флоте, действовавшем в Персидском заливе, были введены новые правила безопасности, разрешающие обстрел потенциально опасных воздушных целей.
- После боя с иранскими катерами психологическое состояние команды «USS Vincennes» было весьма напряжённым, корабль вошёл в иранские территориальные воды, и полёт рейса 655 мог быть расценён как реакция иранских ВВС, направленная на атаку корабля. Психологическое обследование команды «USS Vincennes» показало, что отсутствие опыта военных действий у команды в стрессовых условиях привело к подсознательному искажению полученных от системы «Иджис» данных и принятию неверных решений[6] .
- Эксперты по вооружению и программному обеспечению отмечали недостаточно высокий уровень тренировки офицеров, а также отсутствие опыта принятия решений, базировавшихся на информации столь сложной компьютерной системы, как Иджис. Кроме того, пользовательский интерфейс системы «Иджис» был неудобен и имел существенные недоработки. Система сначала назначила рейсу 655 трек TN4474, а за секунды до запуска ракеты переназначила ему трек TN4131, а старый трек TN4474 назначила истребителю, находившемуся в 110 морских милях (203,7 километра). Когда капитан запросил статус трека TN4474, ему сообщили, что это истребитель на снижающемся курсе[6]. Считается, что это одна из самых крупных катастроф, произошедших по вине пользовательского интерфейса[7].

## Компенсация
11 июля 1988 года президент США Рональд Рейган заявил, что США предложит семьям погибших (но не правительству Ирана) компенсацию на добровольном основании без признания юридической ответственности (ex gratia). При этом Рейган назвал действия экипажа «USS Vincennes» оправданной обороной, подчеркнув, что США не считают себя виновными в случившемся, и частично возложил вину на правительство Ирана. В 1989 году было объявлено, что предлагаемая компенсация составит $ 250 000 семьям работавших погибших и $ 100 000 семьям иждивенцев.
17 мая 1989 года Иран подал иск к США в Международный суд ООН с требованиями компенсации ущерба и признания США виновными в нарушении конвенций о международных воздушных перевозках. В феврале 1996 года между США и Ираном было подписано мировое соглашение, после чего дело в суде было прекращено. По условиям соглашения США должны были выплатить компенсацию в размере $ 131 800 000 (включая $ 61 800 000 долларов наследникам 248 погибших, из расчёта $ 300 000 за каждую трудоспособную жертву и $ 150 000 за каждого иждивенца), а Иран отказывался от дальнейших претензий к США в связи с этой катастрофой.
Выразив сожаление относительно гибели людей и назвав произошедшее ужасной человеческой трагедией, правительство США тем не менее официально не признало вину и не принесло извинений за случившееся. В этом контексте в статьях и книгах, посвящённых отношениям Ирана и США, часто цитируется фраза вице-президента США Джорджа Буша-старшего: «Я никогда не буду извиняться за Соединённые Штаты Америки, несмотря ни на какие факты» (англ. I will never apologize for the United States of America, I don’t care what the facts are), которая была ошибочно процитирована в журнале «Newsweek» как комментарий относительно катастрофы рейса IR655 (на мероприятии, на которое ссылается «Newsweek» и где прозвучала данная фраза, Буш-старший не упоминал события вокруг Ирана).

## Культурные аспекты
- Катастрофа рейса 655 Iran Air показана в 3 сезоне канадского документального телесериала Расследования авиакатастроф в серии Ошибка идентификации.
- Также она упоминается в книге И. А. Муромова «100 великих авиакатастроф» в главе Аэробус A-300 сбит крейсером США.
- Катастрофе рейса 655 посвящён фильм Ибрахима Хатами Кийа «Мёртвая волна[перс.]» (перс. موج مرده‎), вышедший в 2001 году.

### Комментарии
1. ↑  В ходе ирано-иракской войны обе стороны многократно атаковали танкеры третьих стран, перевозившие нефть противника, что представляло серьёзную угрозу безопасности судоходства в Персидском заливе
2. ↑  Только корабли, оборудованные системой «Иджис», считались достаточно подготовленными к отражению возможной ракетной атаки
3. ↑  Приборная скорость обычно меньше путевой скорости, и зависит от высоты полёта самолёта, а также от направления и силы ветра. В полёте пилотами используется приборная скорость, тем не менее при переговорах с наземными службами, а также в целях навигации ими может использоваться путевая скорость